# السيح (الخرج)
مركز السيح هو مركزٌ إداري تابعٌ لمحافظة الخرج في منطقة الرياض ، ويصنف من فئة (أ) ورمزها 1021.